# Соглашение по сохранению популяций рукокрылых в Европе
Соглашение по сохранению европейских популяций рукокрылых — это международный договор, обязывающий его участников сохранять рукокрылых на своей территории. Оно было заключено в 1991 году в рамках Конвенции по Сохранению Мигрирующих видов диких животных (CMS), также известной как «Боннская Конвенция». На сегодняшний день Соглашение включает в себя 32 из 48 государств его области действия.

## История
Соглашение было заключено под названием «Соглашение по сохранению рукокрылых в Европе» в сентябре 1991 года во время третьей Конференции Сторон Конференции по сохранению мигрирующих видов Оно вступило в силу 16 января 1994 года, после того как его ратифицировали первые пять сторон (Великобритания, Германия, Нидерланды, Норвегия и Швеция).
В 2000 году Стороны соглашения решили изменить его название на его нынешнюю форму «Соглашение по сохранению европейских популяций рукокрылых». В 2001 году, Соглашение стало частью Программы ООН по окружающей среде (ЮНЕП).

## Цель соглашения
Основная цель Соглашения — служить базой для сохранения рукокрылых на всей территории их обитания в Европе. Согласно тексту Соглашения, его участники запрещают намеренную ловлю, содержание в неволе и убийство рукокрылых, за исключением нужд исследовательских работ, для которых необходимо получение специального разрешения. Участники соглашения определяют территорию для сохранения рукокрылых, исследуют статус и тенденции развития популяций рукокрылых и особенности их миграций. На основе результатов данных исследований, руководство Соглашения разрабатывает рекомендации и директивы, которые потом проводятся участниками Соглашения на национальном уровне.

## Структура Соглашения

### Совет Сторон
Совет Сторон является высшим законодательным органом соглашения и принимает Резолюции. У каждого участника есть один голос. Не являющиеся участниками государства области действия Соглашения и организации по охране рукокрылых могут принимать участие в Совете в качестве наблюдателей.
Совет Сторон проводится каждые 3 или 4 года в новом городе, последний состоялся в городе Любляна, Словения в сентябре 2006 года (по состоянию на сентябрь 2007 года).

### Консультативный комитет
Консультативный комитет является рабочим органом Соглашения. Он занимается оценкой данных и обсуждением научных вопросов для определения приоритетов будущей работы Соглашения. Комитет решает такие вопросы, как миграции рукокрылых, загрязнения и влияние ветряных турбин на популяции рукокрылых . Также Комитет составляет Резолюции для последующего обсуждения на Совете Сторон.
Консультационный Комитет проводит встречи один раз в год, последняя, 14 встреча состоялась в селении Тохни, Кипр, 11-13 мая 2009 года (по состоянию на март 2010 года).

### Постоянный Комитет
Постоянный Комитет является административным органом Соглашения. Он контролирует расход бюджета, работу Секретариата и другие административные вопросы (например, управление персоналом). Комитет был организован на пятом Совете Сторон осенью 2006, чтобы изменить направленность Консультационного Комитета на научные вопросы.
Постоянный Комитет проводит встречи раз в год по необходимости на Кампусе ООН в городе Бонн, Германия. Первое заседание Комитета состоялось в марте 2007 года.

### Секретариат
Секретариат- это исполнительный орган Соглашения. Он координирует и организует деятельность совета Сторон, Консультационного Комитета и Постоянного Комитета, а также инициирует новые государства к вступлению в Соглашение и к обмену информацией. Также Секретариат координирует международные исследования и деятельность.
Еще одной задачей Секретариата является повышение общественного мнения. «Европейская Ночь Рукокрылых» началась с инициативы Секретариата EUROBATS и сейчас в ней принимают участие более 30 стран.
Секретариат был основан на первом Совете Сторон в 1995 году и начал работу в городе Бонне, Германия в 1996 году. С июня 2006 года он располагается в городке ООН в бывшем здании Парламента Федеративной Республики Германия.

## Область действия Соглашения
Область действия Соглашения включает в себя континентальную Европу от Кавказа и Турции на востоке до Средиземноморского побережья на юге. Она включает в себя Британские острова, Ирландию, Кипр и Мальту и большинство островов, принадлежащих Европейским государствам (за исключением Мадейры, Канарских и Азорских островов).

## Участники Соглашения
Следующие 32 страны из 48 государств ареала Соглашения уже ратифицировали его (по состоянию на март 2010 года, в алфавитном порядке, в скобках указана дата ратификации):
- Албания (22 июня 2001)
- Бельгия(14 мая 2003)
- Болгария (9 ноября 1999)
- Великобритания (9 сентября 1992)
- Венгрия(22 июня 1994)
- Германия (18 октября 1993)
- Грузия (25 июля 2002)
- Дания (6 января 1994)
- Ирландия (21 июня 1995)
- Италия (20 октября 2005)
- Латвия (1 августа 2003)
- Литва (28 ноября 2001)
- Люксембург (29 октября 1993)
- Македония (15 сентября 1999)
- Мальта (2 марта 2001)
- Молдавия (2 февраля 2001)
- Монако (23 июля 1999)
- Нидерланды (17 марта 1992)
- Норвегия (подписано: 3 февраля 1993)
- Польша (10 апреля 1996)
- Румыния (20 июля 2000)
- Сан-Марино (9 апреля 2009)
- Словакия (9 июля 1998)
- Словения (5 декабря 2003)
- Украина (30 сентября 1999)
- Финляндия (20 сентября 1999)
- Франция (7 июля 1995)
- Хорватия (8 августа 2000)
- Чехия (24 февраля 1994)
- Швеция (подписано: 4 марта 1992)
- Эстония (11 ноября 2004)